# Pax Imperia
Pax Imperia est un jeu vidéo 4X de stratégie au tour par tour ou en temps réel, selon le choix du joueur, développé et édité par Changeling Software, sorti en 1992 sur PC (Mac OS). Il a connu une suite, Pax Imperia: Eminent Domain, développé par Heliotrope Studios, nouveau nom de Changeling Software.

## Accueil
| Pax Imperia           |      |       |
| Média                 | Pays | Notes |
| Computer Gaming World | US   | 4/5   |
| Dragon Magazine       | US   | 4/5   |
| Joystick              | FR   | 75 %  |